# إليفاليه داير
إليفاليه داير هو محامي وقاضي وسياسي أمريكي، ولد في 14 سبتمبر 1721 في Windham, Connecticut ‏ في الولايات المتحدة، وتوفي بنفس المكان في 13 مايو 1807. انتخب Speaker of the Connecticut House of Representatives ‏ وانتخب عضو مجلس نواب كونيتيكت ‏ (1756 – 1784).